# فلسفات يهودية إسلامية (800-1400)
يغطي هذا المقال المحادثات بين الفلسفة الإسلامية والفلسفة اليهودية والتأثير المتبادل على بعضهما البعض ردًا على الأسئلة والتحديات التي تداولت على نطاق واسع من خلال الأرسطية والأفلاطونية المحدثة وعلم الكلام، مع التركيز بشكل خاص على الفترة من 800-1400 للميلاد.

## تأثير الفلسفة الصوفية الأندلسية
يقول وحيد براون أن التلقيح المتبادل بين التصوف الفلسفي اليهودي والإسلامي، بما في ذلك القبالة والصوفية، في الأندلس في إسبانيا خلال عصرها الذهبي، بصرف النظر عن تأثيره على النهضة الأوروبية، كان له تأثير قوي في التطورات اللاحقة في كلا الفلسفتين في بقية العالمين اليهودي والإسلامي.